# Jean Laugier
 (juillet 2013).
Si vous disposez d'ouvrages ou d'articles de référence ou si vous connaissez des sites web de qualité traitant du thème abordé ici, merci de compléter l'article en donnant les références utiles à sa vérifiabilité et en les liant à la section « Notes et références ».
Pour les articles homonymes, voir Laugier.
Jean Laugier est un poète français, né le 11 juin 1924 à Saïgon et mort le 20 août 2006 à Paris.

## Biographie
Orphelin à trois ans, il est élevé par sa grand-mère. Il fait ses études à Lorient, puis dans l’Aisne et enfin à Paris.
Dès 1942, il pratique l’art et l’écriture dramatique.
En  1945, Pierre Seghers publie ses premiers poèmes. Après un voyage aux Antilles, il est en 1948 engagé à La Huchette. L’année suivante, Bruno Durocher édite son premier recueil, Le Désossé. Le second, La Huitième couleur, est édité chez Debresse en 1952.
En 1954, il épouse Andrée Baudouin. Il continue son travail au théâtre, et la publication de recueils de poésie : L’Espace muet, en 1956, Les Bogues en 1961.
À cette date, il a déjà été distingué par le prix Saint-Paul-Roux, le prix René Guy Cadou, le prix Fénéon. En 1960, il pratique son métier d’acteur à temps complet et est engagé au TNP par Jean Vilar en 1963. Il ne mettra fin à cette carrière qu’en 1974.
À partir de 1970, il publie à nouveau : L'Autre Versant, Les Margelles de l’aube, Le Retable des quatre saisons, Rituel pour une ode, qui lui vaut le prix Guillaume-Apollinaire en 1978.
En 1980, il se positionne comme conférencier, d’abord au Zaïre, puis en France, dans des établissements d’enseignement. De 1985 à 2000, il est l’hôte de Charles Dédéyan dans son Séminaire en Sorbonne. En 1985, ceci le conduit à publier Mon théâtre et ses miroirs, puis, en 1995, À bâtons rompus. En 1986, il obtient le Prix Bretagne pour l'ensemble de son œuvre.
En 1987, il obtient, pour l’ensemble de son œuvre, le prix d’automne de la SGDL ; en 2002 elle récidivera avec le prix Charles Vildrac.
Il participe à Caractères comme critique littéraire, et à diverses manifestations, colloques et biennales. Il traduit des poètes macédoniens. En 1994, il publie Dans la main du monde. La même année, son épouse meurt. En 1997, il publie La Nuit improvise, recueil de contes et nouvelles.
Il meurt à Paris en août 2006.

## Théâtre
- 1963 : Les Enfants du soleil de Maxime Gorki, mise en scène de Georges Wilson : Roman

## Prix littéraires

### Prix de l’Académie française[2]
- 1970 : Prix Broquette-Gonin (littérature) pour l'ensemble de son œuvre poétique
- 1990 : Prix Henri Mondor pour Les navires du temps
- 1996 : Prix Mottart pour l'ensemble de son œuvre

## Œuvres

### Théâtre
- Théâtre IV, un Brasseur de lunes, 1995

### Poésie
- Dans la main du Monde, Caractères, 1994
- Jubilé, Poèmes choisis et traduits en macédonien par Jordan Plevnes, 2001
- Ce lumineux foutoir, Le Veilleur Éditions, 2002, Prix Charles Vildrac de la SGDL

### Essais, proses, conférences, traductions
- A bâtons rompus, causeries en Sorbonne, Caractères, 1995
- La nuit improvise, nouvelles, édition Coop Breizh, 1997
- Hommage à Grégor Prlicev, édition bilingue macédonienne du musée de Struga, 2000
- Le fils du soleil, édition L'Esprit des péninsules, 2003, transposition française du recueil de Radovan Pavlovski, poète macédonien